# Нюсле, Флориан
Флориан Нюсле (нем. Florian Nüßle; род. 2001) — австрийский игрок в снукер.
В 2016 году в возрасте 16 лет он стал самым молодым чемпионом Австрии.

## Биография и карьера
Родился 18 декабря 2001 года в Граце.
Снукером заинтересовался ещё в детстве и в пятилетнем возрасте пробовал играть за бильярдным столом, используя подставку из-за малого роста. Позже в течение пяти лет играл в футбол в молодёжной команде Штурм; добился успехов в гольф и был членом национальной молодёжной сборной, но в конечном итоге выбрал снукер.
В 2007 году Флориан принял участие в юношеском чемпионате Штирии и вышел в финал. С 2009 года он выиграл все титулы в классах U19 и U21. В возрасте 13 лет выиграл свой первый национальный титул в возрастной группе до 16 лет и защитил его в течение следующих двух лет. В 2015 году Нюсле выиграл титул U21 и защищал его в последующие годы.
С 2017 года участвовал в ежегодном профессиональном турнире Paul Hunter Classic и любительских турнирах мэйн-тура.
В сентябре 2020 года участвовал в профессиональном турнире European Masters, проиграв Марку Аллену 2:5.